# Olivia Leray
Pour les articles homonymes, voir Leray.
Olivia Leray, née le 27 avril 1993 à Valence (Drôme), est une chroniqueuse et une journaliste sportive française.
Depuis la rentrée 2023, elle intervient régulièrement dans l’émission Tout le sport sur France 3.

## Biographie

### Enfance, jeunesse et formation
Olivia Leray est née à Valence et a grandi à Étoile-sur-Rhône. S'adonnant au piano et au chant, elle imite sa sœur et débute à l'âge de 11 ans le handball dans le club de l’HB Étoile Beauvallon où elle y évolue jusqu'en senior,. Jouant à un très bon niveau, elle poursuit dans cette discipline et joue par la suite au sein d'une dizaine de clubs au gré de ses études, dont Saint-Étienne (N1), Frontignan puis Rueil-Malmaison (N2),.
Elle découvre le journalisme à l'occasion d'un stage de 3e au Journal de Tain-Tournon qu'elle avait choisi « pour ne pas faire comme les autres » et qu'elle a « adoré »,,. Elle mène par la suite une licence d’histoire–relations internationales et sociales et fait également une préparation en école de journalisme, puis intègre l'ESJ de Montpellier. Inspirée par Joël Cuoq, qui a été rédacteur en chef de France Bleu Drôme Ardèche, elle évolue en parallèle sur différentes antennes locales de radio comme sur Radio Campus Montpellier, où elle parle de sport pendant une année, rencontrant notamment Thierry Omeyer, puis sur RCF Haute-Loire, où elle décroche le Prix Varenne de la radio 2014.

### 2014-: Carrière dans les médias
Repérée par le directeur de la radio RTL Jean-Philippe Baille, qui faisait partie du jury du Prix Varenne de la radio, elle intègre en 2014 la station en tant que pigiste et y réalise des reportages d’actualité,. Elle effectue ensuite des remplacements à la présentation des journaux, puis des chroniques et des revues de presse dans la pré-matinale de 4h30 à 7h,.
En 2018, avec RTL, elle suit pour la première fois le Tour de France et déclare être « tombée amoureuse » de l’épreuve. Elle couvre l’année suivante la Coupe du monde féminine de football 2019 ainsi que l'édition 2019 du Tour.
En 2019, elle est recrutée chez France Info par Jean-Philippe Baille à nouveau, qui est entre-temps devenu directeur de l'info de la station. Elle y anime une chronique intitulée On ne pouvait pas le rater et diffusée chaque matin à 6h55 puis à 8h25, dans laquelle la journaliste revient sur ce qui l'a marquée dans l'actualité. Plusieurs de ses pastilles ont été remarquées, notamment celle rendant hommage à Kobe Bryant qui a été visionné plus d'un million de fois sur Twitter, celle mettant en avant le quotidien L'Équipe ou encore lorsqu'elle invoque la situation du sport amateur en France. En outre, sa chronique sur le coq Maurice est narrée dans Le Figaro. Dans une interview à Paris Match, la chroniqueuse déclare néanmoins qu'elle ne vouera pas sa vie aux matinales : « J’ai un immense respect pour les gens qui le font depuis longtemps, moi je ne pourrais le faire qu’un temps ».
À partir du 17 février 2020, elle fait une pige dans l’émission C à vous sur France 5 en remplacement de Marion Ruggieri,.
Durant le premier confinement de 2020, elle raconte le sien dans une chronique appelée Ma vie de confinée.
Olivia Leray couvre à nouveau le Tour de France en 2020 avec sa rubrique renommée pour l'occasion On ne pouvait pas rater le Tour. Elle relate notamment les coulisses de la course et les histoires insolites,. L'expérience est renouvelée pour l'édition 2021.
En mars 2021, elle cosigne une tribune « Femmes journalistes de sport, nous occupons le terrain » parue dans Le Monde.
À partir du 23 août 2021, elle rejoint l'émission L'Équipe du soir sur La chaîne L'Équipe où elle incarne La Manita d'Olivia, une chronique avec des infos originales sur l'actualité sportive du jour,,.
Le 1er juillet 2022, elle annonce la fin de sa chronique On ne pouvait pas le rater sur France Info.
Début 2023, elle publie son premier livre intitulé De l'eau dans ton vin, dans lequel elle témoigne de la dépendance de son père à l'alcool,,,. À cette occasion, Olivia Leray est régulièrement invitée à promouvoir son ouvrage au sein d'émissions ou dans la presse écrite,,.
À la rentrée 2023, on la retrouve dans Tout le sport diffusé sur France 3, au sein d'une émission rallongée et placée à un nouvel horaire,. Elle participe également au dispositif de couverture des Jeux olympiques et Jeux paralympiques d'été de 2024 de France Télévisions
À la suite de ces événements, elle rejoint deux autres émissions du groupe pour y mener une chronique hebdomadaire, avec une rubrique intitulée Fanzone le vendredi dans C à vous, et le dimanche dans Stade 2 avec l'élaboration d'un portrait décalé d'un invité du programme.
En 2025, elle couvre le Tour de France avec l'équipe des sports de France Télévisions et présente une chronique à la rencontre des spectateurs dans le Vélo Club de Laurent Luyat.

## Distinction
En 2014, alors étudiante à l'ESJ Montpellier et en alternance chez RCF Haute-Loire, Olivia Leray reçoit le Prix Varenne de la radio dans la catégorie Prix du Jeune journaliste pour un reportage nommé Pour le meilleur et le pire traitant du travail des auxiliaires de vie de l’Ehpad Saint-Dominique à Vals-près-le-Puy, et plus particulièrement des liens entre une soignante et une religieuse atteinte de la maladie d'Alzheimer,.

## Engagement
Olivia Leray est bénévole au sein du Dahlir (acronyme de Dispositif d'Accompagnement de l'Humain vers des Loisirs Intégrés et Réguliers) à partir de 2015.
En 2021, elle fait partie du jury de l'opération « Portez haut les couleurs », un concours national d'écriture.

## Publication
- Olivia Leray, De l'eau dans ton vin, Fayard, 15 mars 2023, 162 p. (ISBN 978-2213721446) ; réédition Olivia Leray, De l'eau dans ton vin,  Mon Poche, 26 septembre 2024, 162 p. (ISBN 978-2379131592)